# Pseudolimnophila (Pseudolimnophila) inconcussa
Pseudolimnophila (Pseudolimnophila) inconcussa is een tweevleugelige uit de familie steltmuggen (Limoniidae). De soort komt voor in het Palearctisch en Oriëntaals gebied.